# استفانو پالاچی
استفانو پالاچی (اسپانیایی: Stefano Palatchi‎؛ زادهٔ ۲۶ مارس ۱۹۶۰) یک خواننده باس اپرا اهل کشور اسپانیا است.

## زندگی‌نامه
او اپرا را در بارسلون، فلورانس و نیویورک، زیر نظر استادانی چون «مایا مائیسکا»، «جینو بـِکی»، «اِتوره کامپوگالیانی» و «آرمن بویاجیان» آموحته است و شهرتش بواسطهٔ تک‌خوانی‌های مهمی در اپراهای «رکوئیم (موتسارت)» و «رکوئیم (جوزپه وردی)» است.